# Original Sin (Pandora's Box)
Original Sin è l'unico album del progetto musicale Pandora's Box creato da Jim Steinman.
L'album è strutturato come un concept, molto più vicino ad un'Opera Rock che ad un disco. È composto da 14 brani di cui 2 cover Twentieth Century Fox dei Doors e My Little Red Book di Burt Bacharach.
Fu registrato nel Regno Unito e finanziato dallo stesso Steinman con 150000 $, ma la meticolosità delle prove e delle registrazioni fecero sforare ampiamente il budget fino a superare il milione di dollari.
Alla registrazione parteciparono Roy Bittan al piano, lo stesso Steinman alle tastiere coadiuvato da Jeff Bova, alle chitarre Eddie Martinez, Steve Buslowe al basso, Jim Bralower alle percussioni con Todd Rundgren supervisore dei suoni delle cantanti.
Ellen Foley è voce principale in The Invocation, Twentieth Century Fox, The Want Ad e My Little Red Book, Elaine Caswell in It's All Coming Back to Me Now e It Just Won't Quit, Gina Taylor in Safe Sex e The Future Ain't What It Used To Be, Holly Sherwood in Good Girls go to Heaven, la title track è cantata da tutte le cantanti. Jim Steinman canta in I've Been Dreaming Up a Storm Lately.
I brani The Opening of the Box e Pray Lewd sono arrangiati e orchestrati da Steven Margoshes.
L'album fu un clamoroso insuccesso commerciale, le parti vocali erano più che cantate recitate e il pubblico non lo accettò. Raggiunse solo la vetta in Sud Africa e entrò in classifica in Svezia, negli Stati Uniti non fu neanche stampato.
È considerato l'unico vero album ideato e realizzato da Jim Steinman per il quale impegnò molte delle sue risorse economiche. Secondo il critico rock Scaruffi è considerato il miglior lavoro di Jim Steinman.
Molti dei brani saranno in seguito portati al successo da altri artisti.
- It's All Coming Back to Me Now da Céline Dion
- Good Girls Go to Heaven (Bad Girls Go Everywhere) da Meat Loaf nell'album Bat out of Hell II: Back Into Hell.
- The Future Ain't What It Used to Be nella colonna sonora di Wuthering Heights
- Original Sin (The Natives Are Restless Tonight) da Meat Loaf e nello spettacolo teatrale Tanz der Vampire.

La riedizione del 2006 contiene un Bonus DVD con i videoclip originali di It's All Coming Back to Me Now e Good Girls Go to Heaven (Bad Girls Go Everywhere), e un'intervista con Jim Steinman.

## Tracce
1. The Invocation – 0:21
2. Original Sin (The Natives Are Restless Tonight) – 6:27
3. Twentieth Century Fox – 4:50
4. Safe Sex – 6:23
5. Good Girls Go to Heaven (Bad Girls Go Everywhere) – 6:24
6. Requiem Metal – 0:50
7. I've Been Dreaming Up a Storm Lately – 3:03
8. It's All Coming Back to Me Now – 8:22
9. The Opening of the Box – 1:58
10. The Want Ad – 2:43
11. My Little Red Book – 4:11
12. It Just Won't Quit – 6:38
13. Pray Lewd – 3:37
14. The Future Ain't What It Used To Be – 10:33